# Partikelfilter

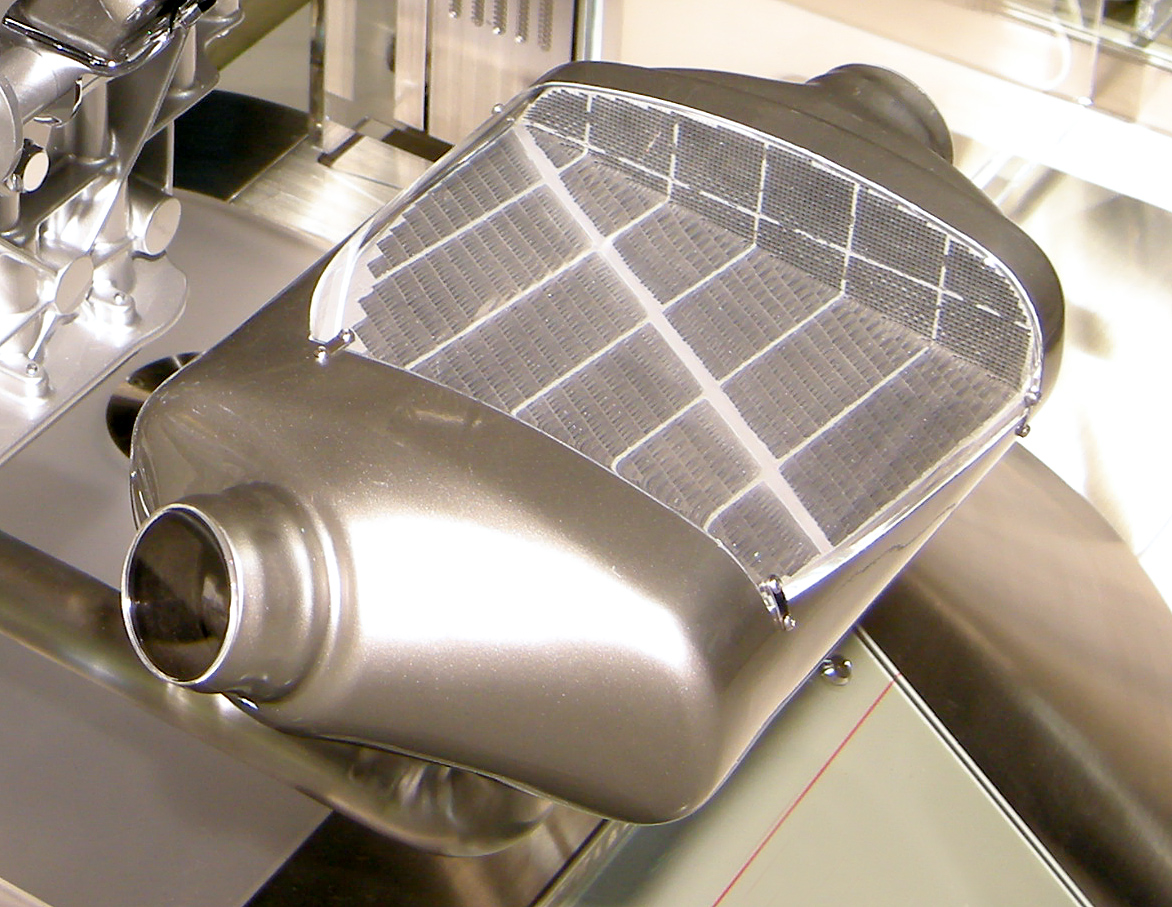
Partikelfilter avsett för en Nissan M9R-dieselmotor.

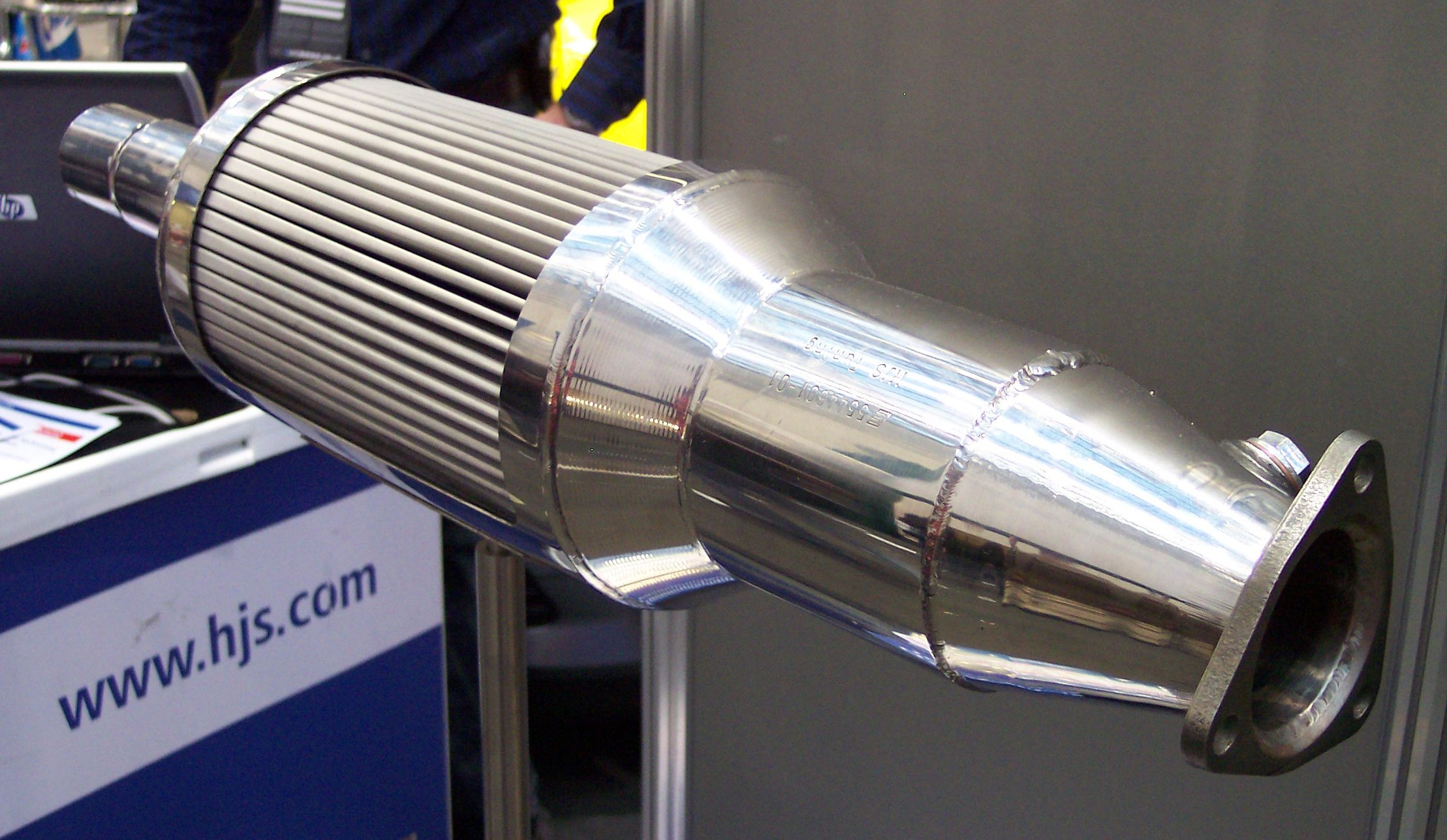
Partikelfilter för eftermontering.

Partikelfilter är en anordning på dieselmotorer för att avskilja partiklar från motorns avgaser. Med ett partikelfilter i avgasströmmen kan 35-95 % av sot fångas upp.
Partiklar består enligt definitionen av allt som kan ansamlas på ett speciellt filterpapper som genomströmmas av dieselavgaser under ett definierat provförfarande. Dieselpartikeln består av kolväten från bränslet och smörjoljan, kol och oorganiska ämnen såsom svavel och aska.
Ett partikelfilter måste med regelbundenhet regenereras. Detta kan ske passivt där filtret regenereras under normal körning eller aktivt där temperaturen i filtret förhöjs på olika sätt. För att detta ska fungera bättre kan oxidationstemperaturen för sotet sänkas med hjälp av tillsatser i bränslet eller genom att öka andelen kvävedioxid i avgaserna. Kvävedioxid oxiderar sot vid lägre temperatur än syre och kan bildas genom oxidation av kväveoxid över en katalysator innan filtret. Även partikelfiltret kan beläggas med katalytiskt material som bidrar till oxidation av kväveoxid.
I aktiv regenerering förhöjs temperaturen i filtret för att påskynda oxideringen av sot. Detta kan ske genom extra injektion av bränsle, antingen i cylindern för att öka avgastemperaturen eller genom en oxidationskatalysator som är monterad före filtret i avgasströmmen. Oxidationen av bränslet över katalysatorn leder till en temperaturhöjning vilket påskyndar sotförbränningen. För att bränsle ska kunna oxideras i katalysatorn krävs att katalysatorns temperatur överskrider ca 250 °C vilket kan vara ett problem i vissa applikationer där avgastemperaturen är låg under längre tid. Andra sätt att regenerera filtret är genom att använda en brännare innan filtret eller med elektrisk uppvärmning, antingen av filtret eller avgaserna.
De flesta moderna personbilar med dieselmotor har aktiv kontroll av partikelfiltret med tryckfallsmätning och temperaturmätning (före och efter filtret). Avancerade kontrollalgoritmer bestämmer när regenerering krävs samt övervakar filtrets kondition. Ofta används en kombination av passiv och aktiv regenerering.
Idag förekommer eftermonterbara CCT-System (aktiva partikelfilter) som kan appliceras på äldre maskiner som från början inte var utrustade med filter. Dessa system arbetar normalt med en separat bränsleinsprutare i avgasröret. Tidigare eftermonterbara partikelfilter var ofta helt passiva med ofta återkommande problem med regenereringen som följd. Vissa system arbetar med ett separat regenereringssystem med elektrisk uppvärmning av filtret men dessa kräver oftast att filtret demonteras eller att maskinen förblir avstängd under en längre tid.
Det finns olika typer av partikelfilter, keramiska, sintermetallfilter, och även så kallade partialfilter, som dock har en låg partikelreningsnivå.